# کمپینگ ورلد
کمپینگ ورلد (انگلیسی: Camping World) شرکت خرده‌فروشی آمریکایی است، که در سال ۱۹۶۶ تأسیس شد.